# Stenay
Stenay és un municipi francès situat al departament del Mosa i a la regió del Gran Est. L'any 2007 tenia 2.797 habitants.

## Demografia

### Població
El 2007 la població de fet de Stenay era de 2.797 persones. Hi havia 1.178 famílies, de les quals 436 eren unipersonals (194 homes vivint sols i 242 dones vivint soles), 323 parelles sense fills, 278 parelles amb fills i 141 famílies monoparentals amb fills.
La població ha evolucionat segons el següent gràfic:
Habitants censats

### Habitatges
El 2007 hi havia 1.452 habitatges, 1.207 eren l'habitatge principal de la família, 42 eren segones residències i 202 estaven desocupats. 958 eren cases i 490 eren apartaments. Dels 1.207 habitatges principals, 635 estaven ocupats pels seus propietaris, 537 estaven llogats i ocupats pels llogaters i 36 estaven cedits a títol gratuït; 25 tenien una cambra, 92 en tenien dues, 188 en tenien tres, 368 en tenien quatre i 535 en tenien cinc o més. 741 habitatges disposaven pel capbaix d'una plaça de pàrquing. A 621 habitatges hi havia un automòbil i a 327 n'hi havia dos o més.

### Piràmide de població
La piràmide de població per edats i sexe el 2009 era:
| Homes | Edats   | Dones |
| ----- | ------- | ----- |
| 0     | 95 o +  | 4     |
| 20    | 90 a 94 | 24    |
| 12    | 85 a 89 | 76    |
| 12    | 80 a 84 | 24    |
| 28    | 75 a 79 | 52    |
| 96    | 70 a 74 | 104   |
| 104   | 65 a 69 | 108   |
| 68    | 60 a 64 | 72    |
| 64    | 55 a 59 | 77    |
| 144   | 50 a 54 | 96    |
| 140   | 45 a 49 | 108   |
| 60    | 40 a 44 | 104   |
| 76    | 35 a 39 | 60    |
| 72    | 30 a 34 | 92    |
| 124   | 25 a 29 | 116   |
| 113   | 20 a 24 | 68    |
| 104   | 15 a 19 | 56    |
| 68    | 10 a 14 | 64    |
| 108   | 5 a 9   | 60    |
| 80    | 0 a 4   | 124   |

## Economia
El 2007 la població en edat de treballar era de 1.687 persones, 1.156 eren actives i 531 eren inactives. De les 1.156 persones actives 978 estaven ocupades (562 homes i 416 dones) i 179 estaven aturades (75 homes i 104 dones). De les 531 persones inactives 156 estaven jubilades, 150 estaven estudiant i 225 estaven classificades com a «altres inactius».

### Ingressos
El 2009 a Stenay hi havia 1.152 unitats fiscals que integraven 2.472,5 persones, la mediana anual d'ingressos fiscals per persona era de 14.979 €.

### Activitats econòmiques
Dels 177 establiments que hi havia el 2007, 7 eren d'empreses extractives, 4 d'empreses alimentàries, 2 d'empreses de fabricació de material elèctric, 1 d'una empresa de fabricació d'elements pel transport, 8 d'empreses de fabricació d'altres productes industrials, 14 d'empreses de construcció, 48 d'empreses de comerç i reparació d'automòbils, 6 d'empreses de transport, 9 d'empreses d'hostatgeria i restauració, 2 d'empreses d'informació i comunicació, 10 d'empreses financeres, 8 d'empreses immobiliàries, 20 d'empreses de serveis, 24 d'entitats de l'administració pública i 14 d'empreses classificades com a «altres activitats de serveis».
Dels 46 establiments de servei als particulars que hi havia el 2009, 1 era una oficina d'administració d'Hisenda pública, 1 gendarmeria, 1 oficina de correu, 4 oficines bancàries, 4 tallers de reparació d'automòbils i de material agrícola, 1 taller d'inspecció tècnica de vehicles, 2 autoescoles, 5 paletes, 1 guixaire pintor, 2 fusteries, 2 lampisteries, 3 electricistes, 1 empresa de construcció, 5 perruqueries, 3 veterinaris, 1 agència de treball temporal, 5 restaurants, 2 agències immobiliàries, 1 tintoreria i 1 saló de bellesa.
Dels 25 establiments comercials que hi havia el 2009, 3 eren supermercats, 1 un supermercat, 1 una botiga de més de 120 m², 4 fleques, 3 carnisseries, 1 una peixateria, 4 botigues de roba, 1 una botiga de roba, 1 una botiga d'equipament de la llar, 1 una sabateria, 1 una botiga d'electrodomèstics, 1 una botiga de material de revestiment de parets i terra, 1 una perfumeria i 2 floristeries.
L'any 2000 a Stenay hi havia 22 explotacions agrícoles que ocupaven un total de 1.386 hectàrees.

## Equipaments sanitaris i escolars
El 2009 hi havia 2 farmàcies i 1 ambulància.
El 2009 hi havia 1 escola maternal i 2 escoles elementals. A Stenay hi havia 1 col·legi d'educació secundària i 1 liceu d'ensenyament general. Als col·legis d'educació secundària hi havia 345 alumnes i als liceus d'ensenyament general 411.

## Poblacions més properes
El següent diagrama mostra les poblacions més properes.